# Batalla de Maastricht
La batalla de Maastricht fue una de las primeras batallas durante la campaña alemana en el frente occidental en la Segunda Guerra Mundial. 
Maastricht fue una ciudad clave para capturar el fuerte belga Eben-Emael y dividir a los ejércitos aliados por la mitad.

## Preludio
El objetivo alemán de la operación era tomar intactos los puentes sobre el río Mosa, para tener un camino más fácil hacia Francia. Los holandeses se dieron cuenta y prepararon los puentes para su demolición, por lo tanto,  los alemanes enviaron equipos disfrazados de civiles cuyo trabajo consistía en sabotear las cargas explosivas del puente. Sin embargo, fueron vistos y arrestados, y cuando intentaron correr, les dispararon.

## Batalla

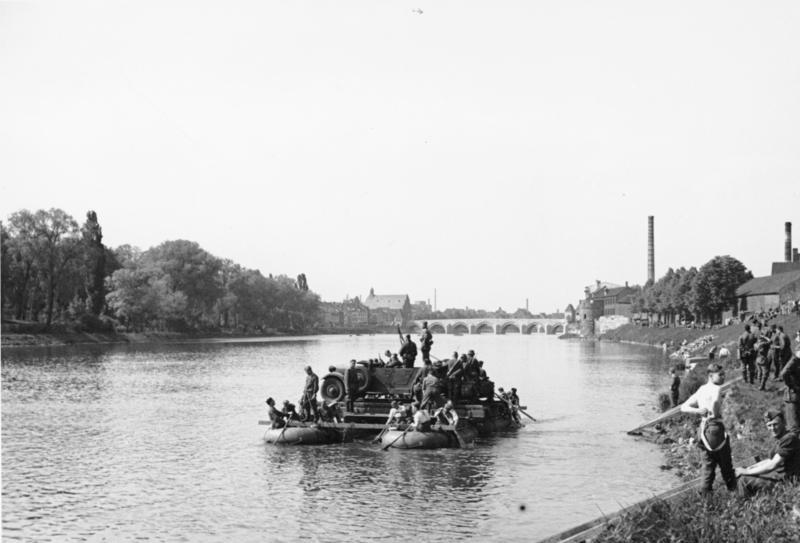
Alemanes cruzando el río Maas en Maastricht, 10 de mayo de 1940

El complejo de compuertas de Borgharen (al norte de Maastricht), era otra planta de abastecimiento de agua que no podía ser destruida. Allí estaba estacionada una sección de infantería y cerca del puente, una casamata con una ametralladora. En las primeras horas de la mañana, una patrulla de seis soldados de infantería motorizados se acercó al puesto de guardia oriental. Eran un grupo de reconocimiento del escuadrón Hocke. Se les ordenó que se detuvieran y cuatro de ellos fueron hechos prisioneros. Los otros dos pudieron escapar. El teniente holandés confiaba en que vendrían más y ordenó a sus hombres que estuvieran preparados. No mucho después, aparecieron más soldados alemanes en motocicletas. Los holandeses dejaron que se acercaran a menos de 50 metros, luego abrió fuego con dos ametralladoras y todos los rifles disponibles. Los alemanes se retiraron temporalmente. Sin embargo, cuando los alemanes trajeron refuerzos, los defensores quedaron abrumados e intentaron retroceder hasta la esclusa. El movimiento fue difícil bajo el fuego alemán cada vez mayor. Los hombres de la propia esclusa pudieron resistir a los alemanes, pero el escuadrón del sureste, que defendía la entrada norte de Maastricht, tuvo que ceder cuando su ametralladora falló. La brecha que ahora existía en las defensas exteriores de la ciudad pronto fue penetrada por la mayoría de los alemanes que se habían agitado contra la compuerta.  
La 4.ª Panzerdivision encontró resistencia alrededor de Gulpen, lo que los retrasó durante horas. Una columna instruida para avanzar contra Maastricht desde el sur pudo avanzar más rápido, apareció frente a las defensas exteriores en Heugem. Allí, las barricadas habían sido selladas y cerradas según las instrucciones. Se ordenó a la unidad defensora que retrocediera detrás del Maas una vez que estuviera claro que las defensas exteriores habían sido penetradas.
Ahora le tocaba a la retaguardia de las defensas exteriores frenar el avance alemán. La retaguardia logró destruir dos vehículos blindados y bloquear el camino para los vehículos restantes. Cuando la infantería alemana casi había alcanzado su posición, el sargento holandés al mando ordenó una retirada organizada. El escuadrón llegó a salvo a la orilla oeste del Mosa más tarde.
En ese momento, solo el puente ferroviario permanecía intacto, por lo que los alemanes querían apoderarse de ello y pensaron que podría ser un punto de paso muy útil para los tanques, unos 35 soldados holandeses defendieron el lugar. Mientras los alemanes avanzaban hacia el puente, los defensores holandeses los detuvieron brevemente. Murieron algunos soldados alemanes. Sin embargo, los holandeses pronto retrocedieron debido a un número abrumador de soldados alemanes. Cuando los alemanes empezaron a cruzar el puente, se plantaron las cargas y el puente cayó al río. Después de que todos los puentes sobre el río Mosa fueron destruidos, la única tarea que quedaba era mantener a raya a los alemanes el mayor tiempo posible.
En los puentes destruidos en Maastricht, las unidades holandesas extraviadas continuaron atacando poco a poco a los alemanes; los holandeses se habían extendido por varios puntos estratégicos, incluido un escuadrón de francotiradores en las torres del puente. Cuando los alemanes colocaron audazmente un cañón antitanque frente al puente, apuntando al vecino St. Servaasbrurg, los holandeses mataron instantáneamente a la tripulación. Una nueva tripulación compartió la misma suerte. Un pequeño número de botes de goma intentaron cruzar el Mosa pero fueron disparados en pedazos. Luego, los alemanes se retiraron de este lugar.
En el puente ferroviario destruido, se verían los combates más duros. Lo que quedaba de la escuadra alemana que había intentado tomar el puente pronto fue reforzado por la principal fuerza alemana. Dos vehículos blindados intentaron acercarse a la orilla este pero fueron destruidos por dos rifles antitanque. Los rifles AT también pusieron fuera de servicio un tanque ligero. Las pérdidas alemanas fueron elevadas. Sin embargo, poco después, se acercaron tres vehículos blindados alemanes más. La situación de la infantería ligera holandesa se había vuelto crítica. Muchos defensores murieron o resultaron heridos por el fuego alemán, y pronto uno de los dos rifles antitanques fue destruido. Se contactó con la sede para informar de la situación. A partir de este contacto, quedó claro que se había ordenado el cese de la resistencia holandesa en Maastricht.
Luitenant-Kolonel Govers, Comandante Territorial de Limburgo, había convocado una reunión más tarde ese día. Los planes de batalla alemanes se habían encontrado en un prisionero de guerra alemán por la mañana. Todas las unidades alemanas se mencionaron en los planos y los mapas con direcciones habían sido parte de la captura. Estaba claro que todos los puentes habían sido destruidos. También quedó claro que se desplegó toda una división de tanques alemana en el sur de Limburgo. Al Comandante Territorial sólo le quedaban dos compañías bajo su mando, sin cañones antitanques ni artillería. La antigua ciudad de Maastricht, con todo su patrimonio cultural, no debería sufrir más de lo necesario. El resultado de la reunión fue que cesaría toda nueva oposición a los alemanes en Maastricht y sus alrededores, las últimas defensas en pie en Limburgo. El propio Comandante Territorial fue a Puente Wilhelmina bajo una bandera de tregua. Pronto se estableció contacto. Unas horas más tarde, todas las tropas holandesas en Maastricht y sus alrededores capitularon.

## Secuelas
La batalla en Limburgo del Sur (Sector Roosteren - Maastricht) costó la vida a 47 soldados holandeses (dos oficiales, siete suboficiales, 38 cabos y soldados). Las pérdidas alemanas no se conocen, aunque en algunas escenas se dispone de cifras precisas. Se estima que entre 130 y 190 alemanes murieron debido a los combates en el sur. Después de la batalla, se informó que se encontraron 186 cuerpos alemanes. Los estados materiales alemanes confirman que nueve carros blindados y tanques fueron destruidos en Limburgo. Además, 10 aviones alemanes, principalmente Junkers Ju 52 y Ju 87, se estrellaron o fueron derribados en Zuid-Limburg.